# Ġużè Ellul Mercer
Ġużè Ellul Mercer (* 22. März 1897 in Msida; † 22. September 1961 in Sliema) war ein maltesischer Schriftsteller, Journalist und Politiker.
Er war Mitglied der maltesischen sozialdemokratischen Arbeiterpartei Partit Laburista (PL) und begann seine parlamentarische Karriere im Jahr 1924. Bei den Wahlen in den Jahren 1951 und 1955 wurde er zum Abgeordneten gewählt. Im Jahr 1955 wurde er zum stellvertretenden Vorsitzenden der Partit Laburista für parlamentarische Angelegenheiten gewählt. Außerdem wurde er 1955 zum stellvertretenden Premierminister und Minister für öffentliche Arbeiten und Wiederaufbau ernannt, verlor dieses Amt jedoch nach den Wahlen von 1958.

## Familiärer Hintergrund
Ellul Mercer war der Sohn von Salvu Ellul und Jane Ellul, geborene Mercer. Er war der älteste von 12 Geschwistern. Sein Onkel, mütterlicherseits, Anthony Mercer, war an der Gründung der Pfadfinderbewegung auf Malta beteiligt, als Baden-Powell die Inseln regierte. Sein Großvater mütterlicherseits war ein schottischer Architekt und Bauingenieur, der ein neues Dock in den Malta Trockendocks konzipierte. Er lernte seine zukünftige Ehefrau auf Malta kennen und gemeinsam hatten sie eine Tochter namens Jane. Ellul Mercers Großvater war Anglikaner, konvertierte aber auf dem Sterbebett zum Katholizismus.
Seine Großeltern väterlicherseits waren Kaufleute sowie Masticha Produzenten und besaßen ein Geschäft auf der Handelsstraße Strada Merkanti in Valletta. Ellul Mercers Eltern waren ebenfalls Kaufleute. Einer von Ellul Mercers Brüdern wurde Franziskanermönch und arbeitete als Missionar in Guatemala sowie Honduras. Nach dem Tod einer der älteren Brüder, kehrte er jedoch nach Malta zurück.

### Ausbildung
Ellul Mercer besuchte die Grundschule in Gzira. Anschließend besuchte er das Flores College und die Schule Liċeo. Im Ersten Weltkrieg trat er als Beamter in den öffentlichen Dienst ein und erreichte 1950 den Rang eines leitenden Beamten.

### Ehe
Am 26. Juli 1921 heiratete er Maria Teresa, geborene Brockdorff, die Tochter von Frederick Brockdorff, einem Verleger aus Msida. Sie wohnten in Ta’ Xbiex Wharf, Msida. Sie hatten einen Sohn, Martin, der 2013 für die Partit Laburista kandidierte. Ellul Mercers Frau starb am 11. Januar 1953 in ihrem Haus in Sliema. Sie war 55 Jahre alt und starb zwei Jahren nach dem Tod von Ellul Mercers Mutter. Der Verlust seiner Frau wirkte sich negativ auf Ellul Mercer aus.

### Tod
Ġużè Ellul Mercer starb am 22. September 1961 während einer politisch-religiösen Auseinandersetzung zwischen der Partit Laburista und der maltesischen Kirche im Alter von 64 Jahren in Sliema. Als Mitglied der Parteiführung wurde es Ellul Mercer untersagt, auf christlichem Boden begraben zu werden. Er wurde in einem nicht geweihten Bereich des Addolorata Cemetery in Marsa, Malta, begraben. 1986 wurde zu Ehren Mercers ein Denkmal, eine Arbeit des bekannten maltesischen Bildhauers Anton Agius, in Dingli errichtet.

## Politik

### Politische Anfänge
Seit 1919, bereits vor der Gründung der Partit Laburista, engagierte sich Ġużè Ellul Mercer sich in der Politik. Im Jahr 1924 trat er in den Ausschuss des Labour Party Clubs in Msida ein und wurde stellvertretender Herausgeber der Arbeiterzeitung Il Cotra (deutsch Die Menge) und 1930 deren Redakteur. 1928 veröffentlichte er in der Zeitung Il-Ħmar (deutsch Der Esel) eine Reihe von Kurzgeschichten mit dem Titel Il-Ħrejjef ta' Barraminau (wörtl.: Die Erzählungen von Barraminau), die von den kirchlichen Behörden verurteilt wurden. Die örtliche Polizei brachte den Direktor der Zeitung, C. Satariano, und ihren Herausgeber, Ġużeppi Arena, wegen dieser Schriften vor Gericht. Sie wurden zu einer Geldstrafe verurteilt, jedoch für nicht für schuldig befunden.
Ellul Mercer war herzkrank und trat am 24. April 1929 aus dem Vorstand der Partit Laburista zurück. Er engagierte sich jedoch weiterhin in der Partei und wurde 1931 Präsident seines örtlichen Clubs der Arbeiterpartei.

#### Nach dem Zweiten Weltkrieg
Im Jahr 1945 war Ellul Mercer an der Ausarbeitung der neuen maltesischen Selbstverwaltungs-Verfassung von 1947 durch die Nationalversammlung beteiligt. Er war einer der Hauptredner der Labour Front, die sich aus der General Workers' Union und der Partit Laburista zusammensetzt. Die anderen Hauptredner waren Paul Boffa, Reggie Miller, Mosè Gatt, Indri Cilia, Leli Tabone, Nestu Laiviera und Turu Colombo. Ellul Mercer wurde in den Arbeitsausschuss und den Finanzausschuss der Nationalversammlung gewählt. Die Nationalversammlung vertagte sich zum letzten Mal am 7. März 1947. Die bedeutendsten Erfolge der Nationalversammlung waren Maltas Rückkehr zur Selbstverwaltung am 5. September 1947 und das allgemeine Wahlrecht für Personen ab 21 Jahren. Die Wähler hatten nur eine Stimme, mit der sie ihre Vertreter in das Einkammerparlament, die Assemblea Leġislattiva (wörtl.: Legislative Versammlung), wählten.
Im Jahr 1947 gewann die Partit Laburista die Wahlen, doch innerhalb von zwei Jahren kam es zu einer internen Spaltung der Partei infolge von Meinungsverschiedenheiten zwischen dem Parteivorsitzenden Paul Boffa, der den moderaten Teil der Partei vertrat, und einem ihrer aufstrebenden Mitglied, Dom Mintoff, der für einen radikaleren und sozialistischen Ansatz stand. Ellul Mercer schloss sich Mintoff an, obwohl er seit den 1920er Jahren mit Boffa zusammengearbeitet hatte. Ellul Mercer unterstützte die Entscheidung der Tagung der Partit Laburista, die Boffa vom Parteivorsitz ausschloss.
Ellul Mercer kandidierte bei den Parlamentswahlen 1950, konnte aber keinen Sitz erringen. Obwohl bei dieser Wahl die neu benannte Malta Labour Party unter Mintoff und die Malta Workers Party unter Boffa zusammen mehr Stimmen und Sitze als die Partit Nazzjonalista erhielten, konnten die beiden linken Parteien keinen Kompromiss finden, was zur Bildung einer nationalistischen Minderheitsregierung unter Enrico Mizzi führte. Nach dem Tod Enrico Mizzis am 20. Dezember 1950, wurde Ġorġ Borg Olivier Premierminister. Doch diese Minderheitsregierung war schwach, sodass 1951 erneut Wahlen stattfanden. Ellul Mercer wurde bei dieser Wahl und auch bei den beiden darauffolgenden Wahlen 1953 und 1955 gewählt. Er kandidierte für den fünften Wahlbezirk, der aus Gżira, Msida, Sliema und St. Julians besteht. 1952 beteiligte sich Ellul Mercer an einer Initiative des Jugendvereins der Labour Party und organisierte Vorträge und Seminare im Labour Party Club in Marsaskala.

#### Vizepremierminister und Minister
Nach dem Gewinn der Parlamentswahlen im Jahr 1955 wurde Ellul Mercer von Premierminister Mintoff zum Minister für öffentliche Arbeit und Wiederaufbau ernannt. Nach Joseph Flores Rücktritt und Ernennung zum Sprecher des Assemblea Leġislattiva, wurde Ellul Mercer am 9. März 1955 mit 217 Stimmen zum stellvertretenden Vorsitzenden der maltesischen Labour Party gewählt. E.C. Tabone verlor mit 93 Stimmen.
In der Silvesternacht 1956 wurde im Fernsehen Vizepremierminister Ellul Mercers traditioneller Gruß an die maltesische Bevölkerung ausgestrahlt. Ellul Mercer verkündete, dass die Malteser zufrieden in die Zukunft und Vergangenheit blicken können, und dass das Land es geschafft habe, die erste und schwierigste Phase des Wiederaufbaus des sozialen und wirtschaftlichen Lebens nach dem Krieg zu bewältigen. Dies würde Sicherheit, Bildung und bessere Lebensbedingungen für alle Inseln des maltesischen Archipels gewährleisten. Zum ersten Mal in der Geschichte Maltas würden Kinder kostenlose Bildung erhalten. Außerdem wurden Fachausbildungen eingeführt, wobei sogar ungelernte Erwachsene eine Ausbildung erhielten. Ellul Mercer sagte, dass der industrielle Fortschritt des Landes sichergestellt werden würde. Dies beinhaltete die Verbesserung des Grand Harbours, die Sicherung der Wasserversorgung und Pläne zur Wiederaufforstung. Ellul Mercer beendete seine Rede mit der geplanten Integration von Malta in das Vereinigte Königreich, wobei er von seiner Zuversicht für Maltas Außenbeziehungen mit dem Vereinigten Königreich sprach.
Als Minister für öffentliche Arbeit und Wiederaufbau zwischen März 1955 und April 1958, stellte Mercer eine Vielzahl an Projekten fertig, darunter den Ausbau und die Rekonstruktion der Verkehrsanbindungen an der Porte des Bombes in Floriana und die Verbesserung der Verkehrsanbindungen und Infrastruktur in Msida durch Beanstandung von Land. Ellul Mercer war außerdem für die Erweiterung und den Bau von Schulen verantwortlich. Im März 1957 wurden achtzehn neue Schulen fertiggestellt und viele weitere waren erweitert worden. Elf neue Schule waren 1957 geplant, darunter eine Erweiterung der Ħaż-Żebbuġ Schule und eine neue Sekundarschule für Mädchen in Blata l-Bajda.

## Schriftsteller, Theaterautor und Dichter
Ellul Mercer sah Literatur als ein Mittel zur Bildung der maltesischen Bevölkerung. Er begann seine literarische Karriere 1927 mit der Veröffentlichung seiner Werke in den Zeitungen l-Ħmar und Il-Ħmara. Des Weiteren schrieb er regelmäßig ein Tagebuch über seine Erfahrungen im Zweiten Weltkrieg für die monatliche Zeitschrift der Labour Party, The Knight. Außerdem schrieb er hunderte von Artikeln für die Zeitung II Contra sowie für andere Zeitschriften und Berichte. Seine Werke sind:
- La Toqtolx[2] (1927; wörtl.: Töte nicht)
- Eine Übersetzung von The French Revolution: A History von Thomas Carlyle (1928)
- Ħrejjef ta' mingħul (1929; wörtl.: Geschichten von Eseln)[1][2]
- Għall-Imħabba (1938; wörtl.: Für die Liebe)
- Leli ta' Ħaż-Żgħir (1938; wörtl.: Leli von Āz-Zgir)[1] ist der erste psychologischer Roman in der maltesischen Literatur, darin beschreibt Mercer wie Ignoranz zu Ausbeutung führen kann. 2012 wurde der Roman als Doku-Drama mit 13 Episoden verfilmt. Die Serie war für Schüler in Form einer audiovisuellen Bildungsserie[2] bestimmt.
- Taħt in-Nar (1949; wörtl.: Unter Beschuss), seine Kriegstagebücher[6][2]
- Eine Sammlung an Kurzgeschichten (1929–1952)
- Naħal u Friefet[2] (1949, 1957; wörtl.: Bienen und Schmetterlinge), eine zweiteilige Anthologie
- Il-Martirju ta' Poplu (1982; wörtl.: Das Martyrium eines Volkes), eine posthum veröffentlichte Sammlung seiner Werke
- Firda minn Kelb (wörtl.: Trennung vom Hund)[7]